# (85030) Admète
Pour les articles homonymes, voir Admète (homonymie).
Ne doit pas être confondu avec (398) Admète.
(85030) Admète, désignation internationale (85030) Admetos, est un astéroïde troyen jovien.

## Description
(85030) Admète est un astéroïde troyen jovien, camp grec, c'est-à-dire situé au point de Lagrange L4 du système Soleil-Jupiter. Il présente une orbite caractérisée par un demi-grand axe de 5,282 UA, une excentricité de 0,078 et une inclinaison de 22,7° par rapport à l'écliptique.
Il est nommé en référence au personnage de la mythologie grecque Admète, acteur du conflit légendaire de la guerre de Troie.
Il ne doit pas être confondu avec (398) Admète.

## Compléments